# 金濂
金濂（？—1454年），字宗瀚，山陽人。明朝政治人物，历任刑部尚書、戶部尚書、工部尚書。

## 生平
永樂十六年（1418年）進士，授監察御史。宣德初年，巡按廣東，后改按江西、浙江。因捕鉅盜不獲，被免職，隨後盜賊被拘捕，才恢復官職。之後升爲陝西按察使副使。
正統元年（1436年），上書請補衛所缺官。正統三年，升爲僉都御史，參贊寧夏軍務。在他的治理下，西陲晏然，并有數條河渠修建成功。正統六年，召還，加右副都御史。正統八年，拜刑部尚書，后因安鄉伯張安事，刑部與戶部互相推諉，致使戶部與刑部官員連坐下獄，數日后釋放。
明英宗正統時福建有鄧茂七之亂，都督劉聚、都御史張階去征討，都不能獲勝。正統十三年（1448年）十一月，朝廷大肆發兵，命寧陽侯陳懋等人為將軍前往剿匪，以金濂為參軍。陳懋跟金濂等人到達時，御史丁瑄已大破鄧茂七等賊，鄧茂七死，餘黨擁立鄧茂七兄長的兒子鄧伯孫占據九龍山以抵抗官軍。金濂向眾人建議，用弱兵引誘鄧伯孫等出來，而埋伏的精兵便攻入鄧伯孫的主陣地，於是官軍俘虜了鄧伯孫。皇上於是改調張階去討伐浙江之土匪，而留下金濂掃平福建的其餘土匪。當時剛發生土木堡之變，明英宗被胡人也先劫持，軍事困難，金濂被召回。言官們紛紛彈劾金濂沒有軍功，明景帝不向金濂問罪，反而加封他為太子賓客，還給他兩份薪水。不久改任戶部尚書，加封為太子太保。。
當時明朝在各地打仗，需要緊迫的軍糧跟軍餉，金濂安排周到、沒有遺漏，向明景帝提出提出十六項撙節的建議，國家的花用才得以足夠。不久，明英宗被也先放回來了，也先向景帝要求像先前一樣派遣使者往來貿易，但景帝堅決拒絕。金濂一再勸景帝要跟也先往來，但景帝不聽。當年景帝登基之初，下詔免除景泰二年（1451年）天下的三成稅賦，金濂向有關官員發公文，只減徵稻米跟麥子的農業稅，其他收白銀、布匹、絲帛的所得稅都沒減稅，照原樣課稅。景泰三年，翰林學士江淵上奏時向景帝講到這件事，景帝令命戶部查明後辦理，金濂心中慚愧，卻抵賴說沒有這件事。給事中李侃指責金濂違詔，金濂狡辯說：“銀兩、布匹、絲帛，是皇上的詔書裏沒說要減的（跟我無關）。如果所有稅一概減免，國家預算怎麼夠？”於是六部給事中、監察御史紛紛彈劾金濂失信于民，讓國家累積民怨。明景帝欲寬恕金濂，卻因監察御史王允力爭，不得不把金濂關入都察院的監獄。三天後景帝還是赦免了他，免除了他的太子太保一職，改為工部尚書。此時，吏部尚書何文淵則稱“治理財政，一定要找金濂”，於是景帝恢復其戶部尚書職位。金濂上書自我澄清，並要求退休，景帝寬慰留用。隨即他又向皇帝提出，要減少軍中工匠和宮廷僧侶、道士薪資等十項建議。景泰五年（1454年）死於任上，因軍功追封沭陽伯，諡榮襄。